# Samuel Tribolet (Politiker)

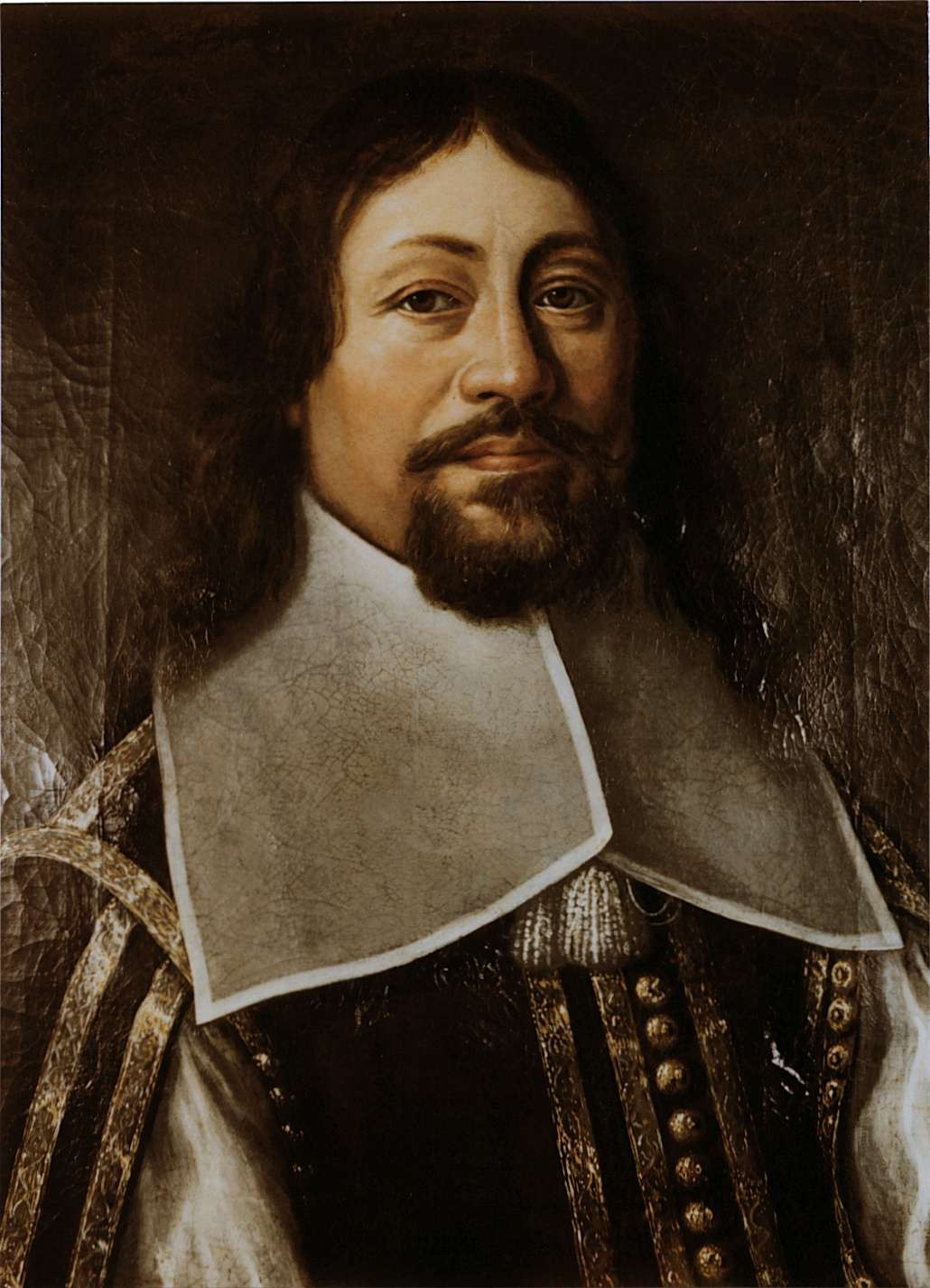
Samuel Tribolet (um 1650)

Samuel Tribolet (* 15. Dezember 1616 in Bern; † 1673 ebenda) war ein bernischer Magistrat.

## Leben
Samuel Tribolet, Sohn des Magistraten Johannes Tribolet und der Anna Tschiffeli, verheiratete sich 1641 mit Ursula von Graffenried, Tochter des späteren Berner Schultheissen Anton von Graffenried (II.). Er gelangte 1645 in den Grossen Rat der Stadt Bern, in den Jahren 1649 bis 1654 amtete er als Landvogt zu Trachselwald. Seine Amtszeit war geprägt durch Unterschlagung von Bussgeldern, Erpressung von Untertanen aufgrund zu hoher Bussgelder und Schädigung von Delinquenten durch zu lange Gefängnisstrafen. Aufgrund seiner Vergehen sahen in ihm die bernischen Räte, insbesondere der damalige Venner Samuel Frisching, einen der Hauptverursacher des Schweizer Bauernkriegs. Die bernische Obrigkeit schloss ihn 1654 vom Grossen Rat aus, verurteilte ihn zu einer Geldbusse und verwies ihn für drei Jahre des Landes. 1656 konnte er aufgrund seiner Dienste in der Ersten Schlacht von Villmergen und der Fürbitte seines Schwiegervaters bereits wieder im Grossen Rat Einsitz nehmen. In den Jahren 1663 bis 1665 war er Landvogt zu Baden und von 1666 bis 1667 Landvogt zu Avenches. Nach erneuten Erpressungen wurde er als solcher 1667 abgesetzt.